# Stipa nivicola
Stipa nivicola är en gräsart som beskrevs av James Hamlyn Willis. Stipa nivicola ingår i släktet fjädergrässläktet, och familjen gräs. Inga underarter finns listade i Catalogue of Life.